# Rises Over Japan
Rises Over Japan – film z koncertu linii Mark IV zespołu Deep Purple w reżyserii Tony’ego Klingera, wydany w roku 1985.
Ten japoński film zawiera część koncertu z Budokan Hall, zarejestrowanego 15 grudnia 1975 i wydanego w roku 1977 w Japonii jako Last Concert in Japan. Film zarejestrowano kamerą na taśmie 16 mm, w związku z tym jakość video jest przeciętna.

## Lista utworów
1. "Burn" (Coverdale, Blackmore, Lord, Paice)
2. "Love Child" (Coverdale, Tommy Bolin)
3. "Smoke on the Water" (Ian Gillan, Ritchie Blackmore, Roger Glover, Jon Lord, Ian Paice)
4. "You Keep on Moving" (David Coverdale, Glenn Hughes)
5. "Highway Star" (Gillan, Blackmore, Glover, Lord, Paice)

## Wykonawcy
- David Coverdale – śpiew
- Tommy Bolin – gitara, śpiew
- Glenn Hughes – gitara basowa, śpiew
- Jon Lord – instrumenty klawiszowe, organy, backing vocals
- Ian Paice – perkusja, instrumenty perkusyjne

## Produkcja
- Tony Klinger – reżyser, montaż
- Martin Birch – producent, inżynier dźwięku
- Clive Smith – montaż